# Quyền lực thần thánh
Thuyết quyền lực thần thánh, Thuyết Quân quyền thần thụ, hay còn gọi là Thuyết Thiên thụ quân quyền (tiếng Anh: Divine right of kings), là một học thuyết được các quân chủ thời cổ đại đề xướng nhằm củng cố quyền lực của mình trong thời kỳ tôn giáo chi phối chính trị. Thuyết này cho rằng bản thân quân chủ là do Thiên mệnh (mệnh Trời) phái xuống để cai trị thế gian, là đại diện của thần thánh ở nhân gian, do đó dân chúng chỉ có thể tuân theo chỉ thị của quân chủ mà không được phản kháng.
Học thuyết này đã từng xuất hiện ở nhiều nơi trên thế giới. Sau Thời kỳ Khai sáng, tư tưởng con người bắt đầu thoát khỏi sự chi phối của tôn giáo, bước vào thời đại khoa học, khiến số người tin vào học thuyết này ngày càng ít đi. Trong xã hội hiện đại, học thuyết này từ lâu đã bị coi là không đáng tin và vô căn cứ.
| Tên tiếng Trung   | tiếng Trung: 君权神授 (Quân quyền thần thụ)                     |
| Tên tiếng Anh     | divine right                                                    |
| Tên gọi khác      | 王权神授 (Vương quyền thần thụ)                                 |
| Bản chất          | Một lý luận chính trị của chế độ quân chủ chuyên chế phong kiến |
| Ghi chép sớm nhất | Thượng Thư - Triệu Cáo (尚书·召诰)                              |